# Fernand de Langle de Cary

Fernand de Langle de Cary.

Fernand Louis Armand Marie de Langle de Cary, né le 4 juillet 1849 à Lorient (Morbihan), décédé le 19 février 1927 à Pont-Scorff (Morbihan), est un général français de la Première Guerre mondiale, grand-croix de la Légion d'honneur et médaillé militaire.

## Une carrière d'officier ordinaire (avant 1914)
Issu d'une famille noble de Bretagne, il réussit l'entrée à Saint-Cyr en 1867 (promotion Mentana). Il en sort major et lieutenant en 1869. Lorsque la guerre franco-prussienne éclate durant l'été 1870, Langle de Cary est à Paris. Officier d'ordonnance du commandant en chef de l'armée parisienne, le général Trochu, il est grièvement blessé (balle dans la poitrine) lors de la bataille de Buzenval (19 janvier 1871), il sert alors au 2e régiment de chasseurs d'Afrique. Trois jours plus tard, il est fait chevalier de la Légion d'honneur.
Il existe assez peu d'éléments sur sa carrière entre 1871 et 1900, il est probable qu'il ait suivi une carrière classique d'officier : il a commandé au 10e régiment de cuirassiers puis au 22e régiment d'artillerie et après au 32e régiment d'infanterie de ligne avant de devenir professeur à l'École de Guerre. Langle de Cary est fait officier de la Légion d'Honneur le 8 juillet 1889 (au grade de commandant ou de lieutenant-colonel). Promu général de brigade en avril 1900 (à 52 ans), il est nommé inspecteur général du 7e Arrondissement de gendarmerie. Au cours de l'été 1900, on lui confie en parallèle le commandement de la 3e Brigade de cavalerie d'Algérie et de la subdivision de Sétif. 
De retour en métropole en mai 1903, il est nommé commandant de la 72e Brigade d'Infanterie et de la subdivision Pau-Tarbes. Le 9 mai 1906, Langle de Cary reçoit sa troisième étoile de divisionnaire et le commandement de la  3e Division d'Infanterie Coloniale. Peu de temps après, il incorpore la 14e Division d'Infanterie en devenant chef de la subdivision de Bourg-Belley, puis le  4e Corps d'Armée en décembre 1908. Proche du généralissime, Joffre le nomme commandant du  8e Corps d'Armée en décembre 1911. Le 7 septembre 1912, il représente La France pour célébrer le centenaire de la bataille de la Moskova. Le 17 décembre 1912, il fait son entrée au Conseil supérieur de la guerre. Proche de la retraite, on lui confie la 4e Armée de réserve. Il est fait grand officier de la Légion d'honneur le 31 décembre 1913.

## Son rôle dans la Première Guerre mondiale (1914-1918)
Lorsque la guerre éclate en août 1914, il est rappelé à l'activité en qualité de commandant d'armée. C'est un général proche du général Joffre. Le 2 août 1914, le généralissime lui confie le commandement de la 4e Armée. Jusqu'à la mi-août, son armée est en réserve à Saint-Dizier avant d'être envoyée en Lorraine. Pendant que la 5e Armée du général Lanrezac rencontre des succès à Guise, Langle de Cary, qui le couvre sur l'est, se maintient bien sur la Meuse. Cependant une dangereuse brèche entre la 5e Armée contraint Joffre à créer la 9e Armée. Langle de Cary témoigne :

« Nos échecs du début semblent dus en premier lieu à un plan d'opérations défectueux : l'attaque par les deux ailes à la fois en Lorraine et en Belgique. Ce procédé (...) n'est réalisable que si on possède une grande supériorité numérique. Or, nous ne l'avions pas (...). Le plan d'opérations est l'œuvre entière du général Joffre et de son Etat-major. Il n'a pas été soumis à l'examen et à l'appréciation du Conseil supérieur de Guerre. La plupart des commandants d'Armée, moi entre autres, nous ne connaissions que la zone de concentration de nos armées ; nous ne savions rien des intentions du général en chef. C'est sa méthode d'agir avec le seul concours de son entourage intime, sans consulter ses commandants d'armée, sans même les mettre au courant, autrement que par les instructions et les ordres qu'il leur envoie. Je ne critique pas, mais je crois préférable la méthode qui est fondée sur la collaboration et la confiance. »

— Fernand de Langle de Cary, Les raisons du désastre, Paris, Payot, 1935.
Le 22 août 1914, son armée est envoyée en renfort dans les Ardennes pour contrer l'avancée allemande en Belgique :

« De mon côté et du côté de la IIIe Armée nous avons été lancés à l'offensive dans un terrain d'une difficulté inouïe : la forêt des Ardennes, véritable coupe-gorge (...) qui formait barrage devant nous. L'ennemi était installé dans la forêt depuis plusieurs jours à l'abri de ce masque, il avait préparé une organisation défensive à laquelle se sont heurtés plusieurs de nos corps d'armée, le 17e notamment (...). Aborder l'ennemi avec un pareil masque devant soi, c'était s'exposer aux plus graves mécomptes, malgré la valeur des troupes. Il eût fallu au moins sonder cette forêt en premier lieu ; mais le Général en chef m'avait interdit d'y envoyer autre chose que la cavalerie. Il voulait en effet attaquer par surprise, et j'ai dû m'incliner. La surprise a été pour nos troupes qui trouvaient dans la forêt du fil de fer et des mitrailleuses habilement dissimulées. Ceci n'excuse pas les fautes commises de notre côté. Ainsi le 17e corps a été engagé en pleine forêt sans que les précautions les plus élémentaires aient été prises. »

— Fernand de Langle de Cary, Op. cit.
Le général de Langle de Cary fait partie également du système de la bataille de la Marne en septembre 1914. Toujours à la tête de la 4e Armée il vient à bout de l'armée du duc de Wurtemberg à Vitry-le-François le 9 septembre 1914. Ce même mois, il reçoit des plans pris sur des officiers allemands tués par le hussard Charles Nungesser. Le 20 novembre, il est fait Grand Croix de la Légion d'honneur, le généralissime lui témoigne toute sa confiance :

« Il n'a pas d'inquiétude, son front est solide, seulement du côté de l'Argonne où les Allemands sont plus mordants qu'ailleurs. »

— Joseph Joffre, 20 novembre 1914.

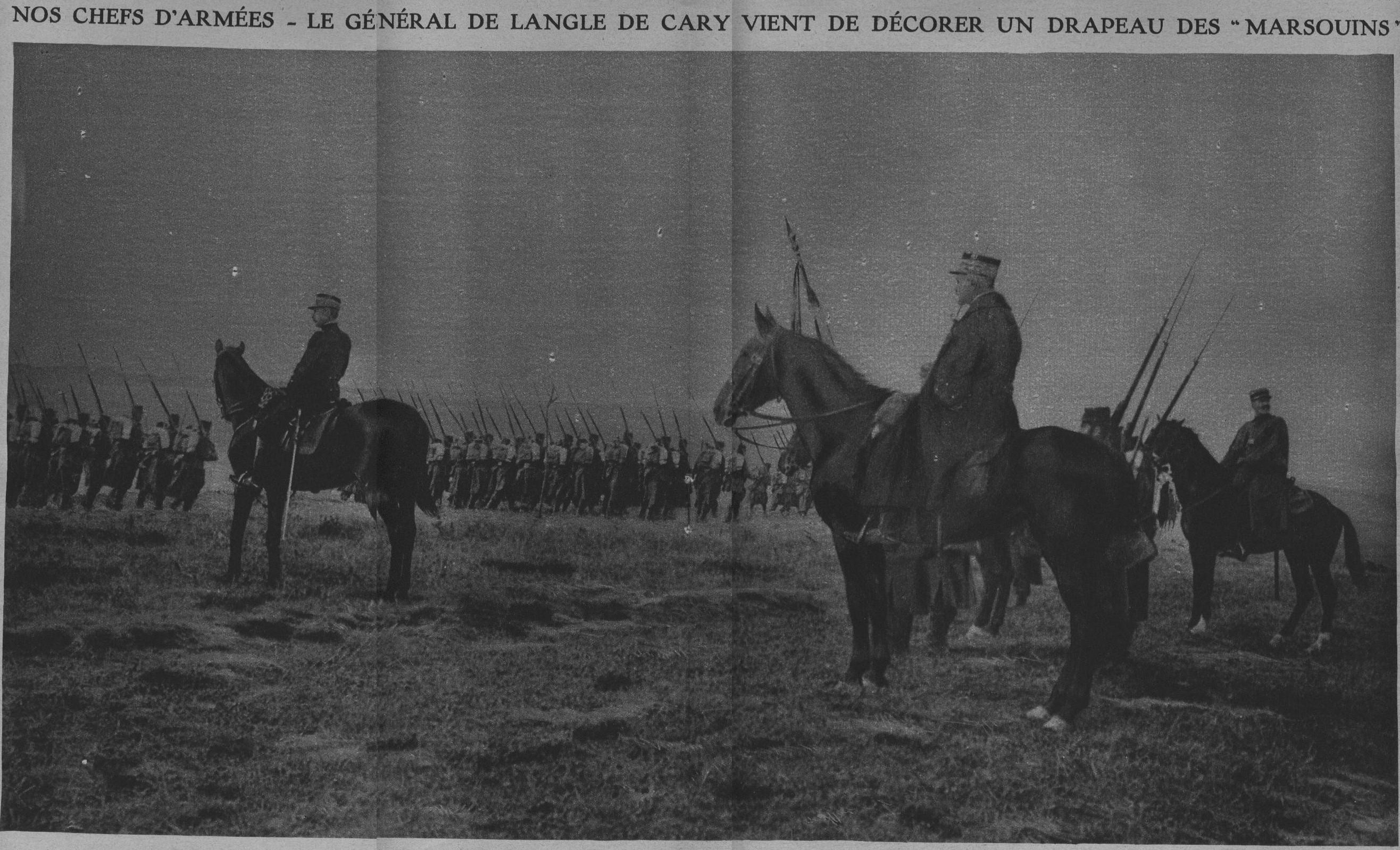
Un régiment d'infanterie coloniale, décoré après l'offensive de Champagne par le général de Langle de Cary, défile devant celui-ci sur le plateau de Valmy.

En février-mars 1915, son armée est envoyée en offensive sur la Champagne. Il se résout à porter l'effort de ses troupes sur un front d'environ 8 kilomètres. Des problèmes climatiques posent de gros problèmes à l'avancée des hommes. Le 17 mars après avoir demandé le renfort du 16e corps, Joffre lui ordonne la suspension de l'offensive. Le 25 septembre 1915, pour la troisième fois la 4e Armée repart à l'offensive c'est comme ailleurs un échec cuisant. Le général Gouraud le remplace à la tête de l'armée et de Langle de Cary est nommé commandant du Groupe d'armées du Centre le 11 décembre 1915.
Le 1er février 1916, la région fortifié de Verdun passe du Groupe d'armées de l'Est au Groupe d'armées du Centre. Face au danger que représente l'artillerie accumulée par les Allemands, Le colonel Jacquand fait signer au général de Langle de Cary une directive prescrivant de « réduire au minimum l’occupation de la ligne avancée et de réserver les renforts pour la défense des autres positions échelonnées dans la profondeur ». Le 20 février 1916, Langle de Cary déclare au président de la République en visite au GAC, qu’il s’attend à « une attaque sur Verdun ou le front de Champagne ».
Chargé du commandement des armées de Verdun lors de l'attaque ennemie le 21 février 1916, il fait tenir l'accès au fort de Douaumont, préparer une contre-attaque et enfin le repliement des forces de la Woëvre sur les hauteurs de la Meuse. Le 24 février, les armées françaises sont écrasées par les bombardements allemands, Langle de Cary ordonne, de sa propre initiative, l'évacuation de la Woëvre. Au GQG de Chantilly, le président du conseil Aristide Briand fait valoir que « toute perte du territoire national est insoutenable ». Le 25 février 1916, de passage au QG du GAC à Avize, Castelnau désavoue de Langle de Cary.
Joffre est soumis à une très forte pression politique pour « faire payer un coupable ». Il pense faire jouer ce rôle de fusible au général Herr. Mais face à l'obstination de Pétain pour le couvrir, c'est sur Langle de Cary que le sort tombe. Il est remplacé par le général Pétain, le 25 février 1916, puis Pétain sera, lui aussi, remplacé par Nivelle le 1er mai 1916. 
De Langle de Cary, qui a reçu la médaille militaire le 25 mars 1916, est mis définitivement en retraite en janvier 1917. Il meurt à Pont-Scorff le 19 février 1927 à 77 ans. Son corps est inhumé aux Invalides.

## Anecdote
Fernand de Langle de Cary est officier général de l'Armée française, commandant la 4e Armée sur le front de la Marne. Connu pour être aimé de ses hommes. Enterré dans la crypte des Invalides avec les hommes de son rang.
En 1944, la veuve du général doit abandonner le manoir de Kerguélavan menacé par les combats de la Poche de Lorient. Elle décède peu de temps après. Quand la famille revient à Pont-Scorff après la libération du 10 mai 1945, elle découvre le manoir vidé. De nombreux objets ont disparu dont un magnifique sabre de cavalerie, modèle 1822. Certains objets sont retrouvés en brocante. Le sabre ne réapparaît qu'en 2007, offert à la commune par un habitant le tenant de son beau-père fermier au manoir.
- Le Quartier Général de la 4e Armée de Langle de Cary (02-08-1914/11-12-1915)

| Fonction           | Responsable                   | Durée               |
| ------------------ | ----------------------------- | ------------------- |
| Commandant d'Armée | Gal Fernand de Langle de Cary | 02-08-14 - 11-12-15 |
| Chef d'État-major  | Gal Paul Maistre              | 02-08-14 - 12-09-14 |
| Chef d'État-major  | Gal Alphonse Nudant           | 12-09-14 - 21-11-14 |
| Chef d'État-major  | Cel Gabriel Paquette          | 21-11-14 - 28-01-16 |

## Décorations

### Intitulés des décorations françaises
|  |  |  |

- Médaille militaire : (03-1916)
- Légion d'honneur : Chevalier (01/1871), Officier (07/1889), Commandeur (12/1907), Grand Officier (12/1913), Grand' croix (09-1914)[7]
- Croix de Guerre 1914-1918 2 palmes

## Livres
- Général de Langle de Cary, Souvenirs de commandement 1914-1916, Payot, Paris, 1935.